# Římskokatolická farnost Korkusova Huť
Římskokatolická farnost Korkusova Huť je zaniklým územním společenstvím římských katolíků v rámci prachatického vikariátu českobudějovické diecéze. Dne 31. prosince 2019 farnost zanikla, jejím právním nástupcem je od 1. ledna 2020 Římskokatolická farnost Vimperk.

## O farnosti
V roce 1788 byla v Korkusově Huti zřízena lokálie a začaly být vedeny matriční knihy, ten samý rok byla u Kiewegovy živnosti postavená dřevěná kaple se zděným presbytářem zasvěcená Nejsvětější Trojici. V roce 1801 byl pro účely bohoslužby postaven kostel Povýšení svatého Kříže. K povýšení lokálie na farnost došlo až v roce 1856, prvním farářem byl P. Jan Jaksch (* 25. dubna 1797 † 19. září 1870 Korkusova Huť). Území farnosti tehdy zahrnovalo kromě Korkusovy Huti i Arnoštku, Huť pod Boubínem, Huťský Dvůr a Šeravu.
Po polovině 20. století přestal být do místa ustanovován sídelní duchovní správce a farnost začala být administrována z blízkého Vimperku. 
| Fotografie | Kostel                        | Místo         | Bohoslužba             | Bohoslužba             | Poznámka            |
| ---------- | ----------------------------- | ------------- | ---------------------- | ---------------------- | ------------------- |
|            | Kostel Povýšení svatého Kříže | Korkusova Huť | neslouží se pravidelně | neslouží se pravidelně | bývalý farní kostel |
|            | Kaple Nejsvětější Trojice     | Korkusova Huť | neslouží se            | neslouží se            | kaple z roku 1788   |